# Daniele Petri
Daniele Petri (* 3. September 1980) ist ein italienischer Dartspieler.

## Karriere
Daniele Petri war 2016 der erste Italiener, der sich für ein Turnier auf der European Tour qualifizieren konnte. Bei den European Darts Open 2016 unterlag er dem Engländer James Richardson in der ersten Runde. Seit 2013 vertritt er regelmäßig mit verschiedenen Partnern sein Heimatland beim World Cup of Darts.
Bei der PDC Qualifying School 2021 erreichte Petri die Final Stage. Dort gelang es ihm allerdings nicht, sich eine Tour Card zu sichern.
Ende September 2023 war Petri Teil des italienischen Teams beim WDF World Cup 2023 in Esbjerg. Im Einzel gewann er zunächst gegen den Ungar Nándor Major, bevor er gegen Johan Engström aus Schweden unterlag. Im Doppel an der Seite von Alex Bassetti gewann Petri ebenfalls ein Spiel, schied dann nach einer Niederlage gegen Raymond Smith und Peter Machin aus. Gemeinsam mit dem italienischen Team ging es bis in die K.-o.-Runde, wo man gegen die Schweiz mit 7:9 verlor.
Im Oktober 2024 nahm Petri am World Masters 2024 in Budapest teil. Er gewann dabei drei von vier Spielen in seiner Vorrundengruppe und schaffte somit den Einzug in die K.-o.-Phase. Hier traf er auf den Belgier Brian Raman und unterlag mit 2:5. Besser verlief sein Auftritt beim am gleichen Wochenende ausgetragenen World Open. Er besiegte unter anderem Martyn Turner und Nico Blum für einen Einzug ins Achtelfinale, in dem er gegen Reece Colley verlor.